# کتاب کاروند
کاروَند کتابی دربارۀ آموزش ادبی و چندوچون کاربرد روش‌های شیوایی و رسایی گفتار و نوشتار، به زبان و خط پارسی میانه است که متن آن امروز در دست نیست. متن پارسیگ (پهلوی) این کتاب که در زمان ساسانیان نوشته شده بود، دست‌کم تا سدۀ سوم در دسترس بوده است و گویی در این زمان، دست‌هایی در کار بوده که نوشته‌های پهلوی را از میان برده است
. جاحظ در آغاز جلد سوم البیان والتبیین از کتاب کاروند در شیوایی و رسایی گفتار تعریف می‌کند و می‌نویسد: آنکه دوست دارد به صنعت بلاغت دسترسی یابد و با شگفتی‌ها آشنا شود و در واژه‌شناسی استادی یابد، پس کتاب «کاروند» را که از کتاب‌های پهلوی است بخواند.
جاحظ که خود از پیشوایان شیوایی گفتار و سخندانی است، در جای‌جای «البیان و التبیین» چیره‌دستی ایرانیان را در سخنوری و گزیده‌گویی ستوده است.
همچنین در الفهرست ابن ندیم نیز از این کتاب سخن به‌میان آمده است
.

## بنمایه‌ها
1. ↑  M. Inostranzev (۲۰۰۷)، Iranian Influence on Moslem Literature, Part 1، The Echo Libray
2. ↑  دانشنامه جهان اسلام، جاحظ
3. ↑  ابن ندیم (۱۳۶۶)، الفهرست، ترجمهٔ محمد رضا تجدد، امیرکبیر